# 奧格斯堡鎮區 (明尼蘇達州馬歇爾縣)
奧格斯堡鎮區（英語：Augsburg Township）是位於美國明尼蘇達州馬歇爾縣的一個行政鎮區。

## 歷史
奧格斯堡鎮區於1884年設立，得名自德國城市奥格斯堡。

## 地方資料
奧格斯堡鎮區的面積為93.68平方千米，皆為陸地。根據2020年美國人口普查的數據，當地共有人口71人，而人口密度為每平方千米0.76人。